# 600 Gunners Party
600 Gunners Party, także Gunners 600 – kontyngent brytyjskich jeńców wojennych, w większości żołnierzy Royal Artilery, który w czasie wojny na Pacyfiku został wysłany przez Japończyków do niewolniczej pracy na wyspach południowego Pacyfiku.
Kontyngent, liczący 600 jeńców, sformowano jesienią 1942 roku w Singapurze. Po wielodniowym rejsie na jednym z japońskich „piekielnych statków” jeńcy znaleźli się na Nowej Brytanii, gdzie spędzili kilka tygodni. Następnie 517 Brytyjczyków zostało wysłanych na Balalae na wyspach Shortland do pracy przy budowie japońskiego lotniska wojskowego. W ciągu siedmiu miesięcy większość zmarła na skutek głodu, chorób i złego traktowania lub zginęła w nalotach amerykańskiego lotnictwa. Ostatnich jeńców, w liczbie około stu, Japończycy zamordowali na początku lipca 1943 roku.
82 członków 600 Gunners Party pozostawiono na Nowej Brytanii w charakterze robotników przymusowych. Z tej grupy tylko osiemnastu doczekało wyzwolenia.

## Sformowanie kontyngentu i rejs na Nową Brytanię
Kontyngent został sformowany w obozie jenieckim Changi w Singapurze. W jego skład weszło 600 brytyjskich żołnierzy, których wzięto do niewoli podczas bitwy o Singapur. Ze względu na fakt, że wielu z nich było żołnierzami Royal Artilery, nadali swej grupie nieformalną nazwę 600 Gunners Party (w źródłach pojawia się też nazwa Gunners 600). Większość artylerzystów pochodziła ze Szkocji.
Wśród historyków nie ma pełnej zgody w sprawie daty odesłania 600 Gunners Party z Singapuru. Część źródeł podaje, że jeńcy wypłynęli z tamtejszego portu 29 września 1942 roku. Do portu docelowego, którym był Rabaul na Nowej Brytanii, mieli dotrzeć 19 października. Inne źródła sugerują, że jeńcy pozostali w Singapurze co najmniej do 18 października, a do Rabaulu dotarli około 5–6 listopada.
Jeńcy prawdopodobnie byli transportowani statkiem „Nagara Maru” (według innych źródeł – „Kengon Maru”). Podobnie jak miało to miejsce w przypadku innych japońskich „piekielnych statków”, warunki, w których ich przewożono, były bardzo ciężkie. Zostali umieszczeni w niewentylowanych ładowniach, w których panował zaduch i wysoka temperatura. Dopiero trzy dni po wypłynięciu z Singapuru Japończycy zezwolili na otworzenie włazów do ładowni. Większość jeńców cierpiała na rozmaite choroby układu pokarmowego, jednakże tylko sześciu mogło jednorazowo wyjść na pokład, aby skorzystać z prowizorycznych latryn. Na wyżywienie składała się ryżowa kulka i niespełna litr słabej herbaty, które wydawano 2-3 razy dziennie. Mimo iż podróż odbywała się w strefie tropikalnej, dzienna racja wody wynosiła niespełna pół litra. Przez pewien odcinek rejsu na górnych pokładach podróżowali japońscy żołnierze. Ich „rozrywką” było wylewanie kubłów uryny na stłoczonych w ładowniach jeńców.
Statek, zatrzymując się po drodze w Belawanie i Surabai, dowiózł jeńców do japońskiej bazy w Rabaulu. W trakcie rejsu zmarł na dyzenterię jeden z Brytyjczyków – sierż. Tommy Lambourne. 

## Pierwsze dni na Nowej Brytanii
Pierwszą noc na Nowej Brytanii jeńcy spędzili u podnóża wulkanu Matupi, bez żadnej osłony przed deszczem. Następnego poranka zabrano ich ciężarówkami do prowizorycznego obozu jenieckiego w wiosce Kokopo. Panujące tam warunki również były bardzo ciężkie. Dla niektórych jeńców zabrakło miejsca w namiotach, które zresztą regularnie przeciekały, dając pozostałym jedynie iluzoryczną osłonę przed deszczem.
Przez kolejne trzy tygodnie jeńcy pracowali przy kopaniu okopów oraz przy rozładunku statków w porcie Simpson Harbour w Rabaulu. Praca trwała od zmierzchu do świtu, a Brytyjczykom wydawano minimalne racje żywności i wody. Zabroniono im nawiązywać jakichkolwiek kontaktów z rdzenną ludnością, a także z misjonarzami, których przetrzymywano w pobliskim obozie dla internowanych.
Tragiczny los spotkał jednego z Brytyjczyków, który usiłował powstrzymać japońskiego strażnika przed pobiciem innego jeńca. Za karę przywiązano go do drzewa na całą noc – bez wody i pożywienia. Gdy następnego popołudnia ofiara zaczęła prosić o wodę, japoński strażnik rozlał ją pod jej stopami, a następnie zaoferował do wypicia kubek uryny. Gdy jeniec odmówił, strażnik wylał zawartość kubka na jego głowę. Następnie zdarł z niego ubranie, po czym wysmarował jego głowę, twarz i genitalia zwierzęcym łajnem, które momentalnie zwabiło roje much i mrówek. Ostatecznie następnej nocy jeńca zabrano w nieznanym kierunku. Jego kolegom oznajmiono, że zmarł „z powodu gorączki”.
Pod koniec listopada jeńcom oznajmiono, że zostaną wysłani na inną wyspę do pracy przy budowie lotniska. Gdy jeden z brytyjskich oficerów zaprotestował, wskazując, że konwencja genewska zabrania zmuszania jeńców do pracy związanej bezpośrednio z działaniami wojennymi, został pobity do nieprzytomności. Niedługo później japońscy lekarze przebadali jeńców. Większość chorowała na dyzenterię, malarię, beri-beri lub błonicę, niemniej tylko 82 jeńców uznano za nieprzydatnych ze względu na zły stan zdrowia.
Pozostałych 517 Brytyjczyków przetransportowano na Balalae na wyspach Shortland. Pod nadzorem tamtejszego garnizonu Cesarskiej Marynarki Wojennej, wraz z nieco mniejszą grupą chińskich Rōmusha oraz kilkuset robotnikami z Korei, jeńcy mieli pracować przy budowie japońskiego lotniska wojskowego.

## Losy jeńców wysłanych na Balalae
Żaden z jeńców, których wysłano na Balalae, nie doczekał końca wojny. Ich losy można zrekonstruować wyłącznie na podstawie zeznań, które złożyli po wojnie japońscy żołnierze oraz chińscy i koreańscy robotnicy.
Rejs z Rabaulu na Balalae trwał dwa dni. Brytyjczyków ulokowano w trzech dużych chatach – pozbawionych ścian i pokrytych dachami z liści palmowych. Były one ściśle odizolowane od sektorów, w których mieszkali Chińczycy i Koreańczycy. Jeńcy byli zmuszeni spać w błocie, narażeni na nieustanne ataki moskitów. Na wyżywienie składały się ryżowe kulki i cienka zupa, które wydawano trzy razy dziennie. Do picia i mycia służyła wyłącznie deszczówka.
Komandor podporucznik Norihiko Ozaki, który służył w garnizonie Cesarskiej Marynarki Wojennej na Balalae, zeznał, że jeńcy przybyli na wyspę w bardzo złym stanie fizycznym. Większość cierpiała z powodu błonicy lub różnych chorób układu pokarmowego. Niektórzy nie byli w stanie poruszać się o własnych siłach. Każdego dnia umierało średnio trzech jeńców. Ich zwłoki były wrzucane do morza.
Japońscy strażnicy traktowali Brytyjczyków bardzo brutalnie. Z zeznań jednego z Koreańczyków wynika, że zaraz po przybyciu na Balalae jeden z jeńców został ścięty mieczem przez por. Ozakiego, gdyż rzekomo okazał nieposłuszeństwo. Jeńcy, którzy osłabli z powodu chorób i wyczerpania, byli brutalnie bici bambusowymi kijami, co miało zmusić ich do bardziej wydajnej pracy. Tych, których uznano za całkowicie niezdolnych do pracy, zakłuwano bagnetami. Trzech chińskich robotników twierdziło, że w maju 1943 roku było świadkami tortur, którym poddano jednego z jeńców. Zeznali, że ofiarę związano, po czym japońscy żołnierze kolejno wylewali na nią chochle wrzącej wody.
W 1943 roku amerykańskie lotnictwo rozpoczęło naloty na Balalae. W japońskiej bazie znajdowały się prowizoryczne schrony, lecz żołnierze nie pozwalali jeńcom z nich skorzystać. W czasie nalotów ci ostatni musieli więc pozostawać w swych chatach. Wielu zginęło, a tych którzy odnieśli ciężkie obrażenia, dobijano bagnetami lub pozwalano im umrzeć bez opieki medycznej. Po jednym z nalotów japoński żołnierz ciężko pobił ocalałych jeńców przy użyciu bambusowego kija.
C. Kenneth Quinones podaje, że w ciągu siedmiu miesięcy 147 członków 600 Gunners Party zmarło z powodu głodu i chorób, a kolejnych 280 zginęło w nalotach amerykańskiego lotnictwa. Na początku lata 1943 roku pozostawało przy życiu jeszcze około 90–100 jeńców. Tymczasem 30 czerwca 1943 roku nieukończone lotnisko zostało ostrzelane przez amerykańskie okręty wojenne. Japończycy najprawdopodobniej uznali ten atak za wstęp do nieprzyjacielskiego desantu. Jeden z koreańskich robotników zeznał, że następnego dnia wszystkich pozostających jeszcze przy życiu Brytyjczyków zakłuto bagnetami lub ścięto mieczami.

## Losy jeńców pozostawionych na Nowej Brytanii
82 Brytyjczyków pozostawiono na Nowej Brytanii, gdyż uznano, że ze względu na zły stan zdrowia nie będą przydatni podczas robót budowalnych na Balalae. Niemniej co do zasady Japończycy nadal uznawali ich za zdolnych do pracy. Codziennie pięćdziesięciu jeńców zabierano z Kokopo i zmuszano do rozładunku statków w Simpson Harbour. Kierowano ich także do pracy przy rozładunku samochodów ciężarowych w bazie Cesarskiej Armii Japońskiej.
Choroby, brak opieki medycznej, niedożywienie, praca ponad siły oraz złe traktowanie także i tu przełożyły się na wysoką śmiertelność wśród jeńców. Sześciu zmarło przed końcem 1942 roku. W listopadzie 1943 roku tylko 57 pozostawało jeszcze przy życiu.
Po pewnym czasie jeńców przeniesiono na wyspę Watom przy północnym wybrzeżu Nowej Brytanii. Pracowali tam przy budowie umocnień i podziemnych tuneli. Ostatecznie tylko osiemnastu Brytyjczyków z 600 Gunners Party doczekało kapitulacji Japonii i wyzwolenia przez wojska alianckie.

## Epilog
W listopadzie 1945 roku członkowie Komisji ds. Grobów Wojennych odnaleźli na Balalae szczątki 438 osób pochodzenia europejskiego. Zostały one ekshumowane i pogrzebane na cmentarzu wojennym Bomana w Port Moresby.
Po kapitulacji Japonii członkowie japońskiego garnizonu Balalae spreparowali fałszywą wersję wydarzeń, wedle której wszyscy jeńcy zginęli, gdy transportujący ich statek został zatopiony przez amerykańskie lotnictwo.
Mimo świadectw wskazujących na zupełnie inny przebieg wydarzeń, brytyjskie władze nie zdecydowały się na rozpoczęcie śledztwa w sprawie śmierci członków 600 Gunners Party. Sprawę tę przekazano władzom Australii, które również nie podjęły żadnych działań. W konsekwencji żaden z 42 japońskich oficerów i żołnierzy, którzy mogli być zamieszani w śmierć 517 jeńców na Balalae, nie został pociągnięty do odpowiedzialności karnej.